# Kapelle (Leuchtenburg)
Die barocke Kapelle auf der Leuchtenburg in Seitenroda befindet sich in der Kernburg der Burganlage und schließt sich östlich an deren Bergfried an.

## Geschichte
Ein Inventar aus dem Jahr 1489 liefert den ersten schriftlichen Nachweis für eine Burgkapelle mit Altar.
Während der Zeit der Leuchtenburg als Verwaltungssitz der Wettiner (1396–1705) betreute der Pfarrer des am Fuße der Leuchtenburg gelegenen Dorfes Seitenroda die Burgkapelle´, darüber hinaus die Gefangenen des Amtes Leuchtenburg seelsorgerisch.
Im Jahr 1658 fiel die Kernburg komplett samt Kapelle den Flammen zum Opfer und bestand jahrzehntelang nur als Ruine fort.
Mit der Verlegung des Amtes Leuchtenburg im Jahr 1705 nach Kahla wurde die Burganlage umgebaut und von 1724 bis 1871 als Armen-, Irren- und Zuchthaus genutzt. Das Zuchthaus verfügte über eine eigene Pfarrstelle. Der Pfarrer bezog eine Wohnung im ersten Obergeschoss der Kernburg, wo er zunächst die Gottesdienste Sonn-, Festtags sowie an den Bußtagen um 10:00 feierte. Darüber hinaus hatte esr Morgen- und Abendandachten abzuhalten, Seelsorge zu betreiben und die Gefangenen zu unterweisen. Dem Pfarrer unterstellt war der zugleich als Kantor und Küster tätige Schulmeister.
Die Idee eines Kirchenneubaus entstand in den 1730er Jahren. 1744 beschloss eine Gesandtschaft der Landesregierung bei der Prüfung des Vorhabens den Neubau unter Einbeziehung erhaltener Teile der Ruine. Am 7. August 1746 wurde die neue Kapelle als Dreieinigkeitskapelle geweiht. 1769/70 erfolgte ein umfängliche Sanierung.
Mit Schließung des Zuchthauses im Jahr 1871 wurde die Kirchennutzung eingestellt und das Inventar der Kirche nach Altenburg ausgelagert, obgleich die Pfarrstelle erhalten blieb. Es fanden nur noch vereinzelt Gottesdienste statt. In den 1920er Jahren gab es Ideen zum Umbau der Kapelle zu einer Kriegergedenkstätte mit Ehrenhalle und Ehrenhof. Nach dem Zweiten Weltkrieg wurde der Kirchenraum umgenutzt. Ab dem 3. Oktober 1954 wurde hier eine Ausstellung eröffnet und eine museale Tradition begründet, die bis 2015 andauerte.
Die Stiftung Leuchtenburg initiierte seit 2007 eine erneute Nutzung der Leuchtenburger Kapelle als Gotteshaus. Im Jahr 2008 fand erstmals wieder ein Gottesdienst in der Kapelle statt. Im Jahr 2013 erhielt die Kapelle eine neue Orgel. Ende 2015 wurde die Ausstellung ausgelagert und die Kapelle umfänglich saniert. Dies kostete 150.000 Euro aus Landesmitteln. Am 8. Oktober 2016 wurde sie ökumenisch geweiht. und seitdem als „Porzellankirche“ vermarktet.

## Baugeschichte
Ein Vorgängerbau der Kapelle ist für die Mitte bzw. die zweite Hälfte des 13. Jahrhunderts belegbar. Dieser war ursprünglich über eine Rundbogenpforte zugänglich, die nur noch teilweise sichtbar ist, da sie unterhalb des heutigen Bodenniveaus des Burghofs liegt. Dieses wurde im 17. und 19. Jahrhundert durch Auffüllungen angehoben. Reste dieses frühen Bauwerks finden sich im Kellergewölbe unterhalb der Kapelle und in der südlichen Außenfassade.
Im 15. Jahrhundert erweiterte man das Gebäude in Richtung Westen und schloss es an den Bergfried an. Zugänglich war das Gebäude über einen hölzernen Treppenanbau und eine steinerne Spitzbogenpforte im Obergeschoss. Auch die Kellerebene wurde nach Westen erweitert, wobei jedoch davon auszugehen ist, dass es sich bei dem heutigen Keller um das damalige Erdgeschoss handelte.
Ab 1744 wird der Wiederaufbau der Kapelle vorangetrieben. Das Gebäude erstreckt sich nun auf einem Grundriss von 10,90 × 21,10 m und wird von sechs Fenstern belichtet. Im Inneren erhält der Neubau eine hölzerne Empore. Umfangreiche Umbauarbeiten finden in den 1770er Jahren statt.

## Ausstattung
Das Inventar des Amtes Leuchtenburg belegt für das Jahr 1628 ein Marienbildnis. Zur Zuchthauszeit (1724–1871) verfügte die Kapelle über Altargeräte, eine Kanzel, einen Altar, ein Taufbecken und eine Orgel.
Die Orgel war 1824 zum 100-jährigen Bestehen des Zuchthauses eingebaut worden. Zuvor hatte man ein 1770 gestiftetes Orgelpositiv genutzt. Die Orgel wurde nach Schließung des Zuchthauses im Jahr 1871 ins Lehrerseminar nach Altenburg verbracht. Eine neue Orgel erhielt die Kapelle im Jahr 2013 auf Initiative der Stiftung Leuchtenburg. Es handelt sich um eine 1930 gefertigte pneumatische Orgel mit sechs klingenden Registern und fünf Koppeln, verteilt auf zwei Manuale und Pedal aus der Orgelbauwerkstatt von Georg Friedrich Steinmeyer (Opus Nr. 1522), die ursprünglich für die Ottilienkapelle in Pfaffenhofen, Ortsteil Roth geschaffen wurde.
2016 erhielt die Kapelle eine neue, moderne Innengestaltung nach Entwürfen des Libeskind-Schülers Michael Brown. Als Teil des Konzeptes Porzellanwelten Leuchtenburg ist die Kapelle mit einem Lamellen-Vorhang aus technischem Porzellan ausgestattet, welcher vom Boden bis zur Decke reicht.

## Preise
Für die neue Innenraumgestaltung wurde das Büro NAU2 in Zusammenarbeit mit Sven-Erik Hitzer im Rahmen der Vergabe des Thüringer Staatspreises für Architektur und Städtebau im Jahr 2018 mit einer Anerkennung prämiert. Im Wettbewerb Iconic Award | Interior Architecture 2018 erzielte die Gestaltung der Porzellankirche ebenso eine hochrangige Auszeichnung.

## Galerie

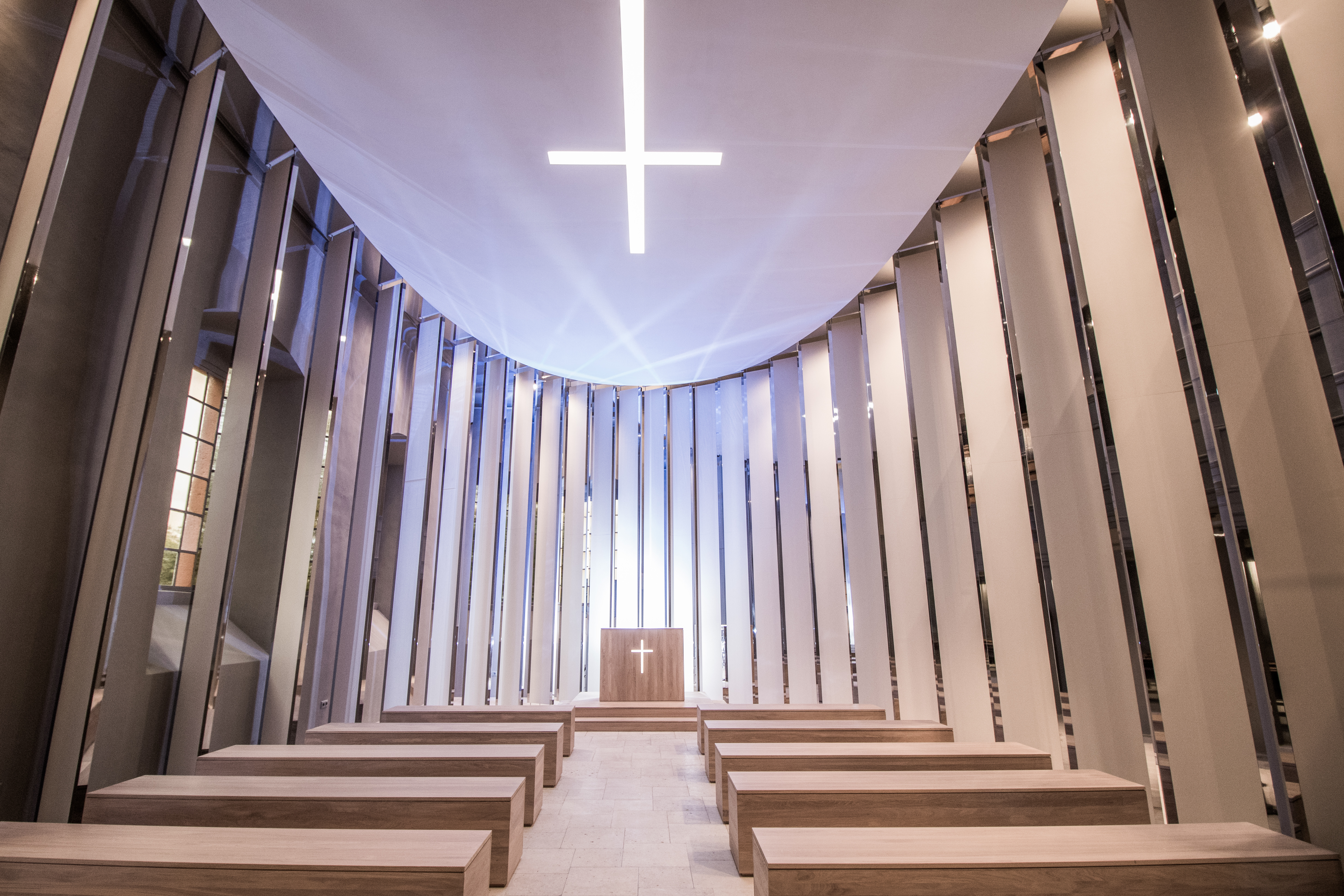
Blick in die Kapelle der Leuchtenburg (2016)
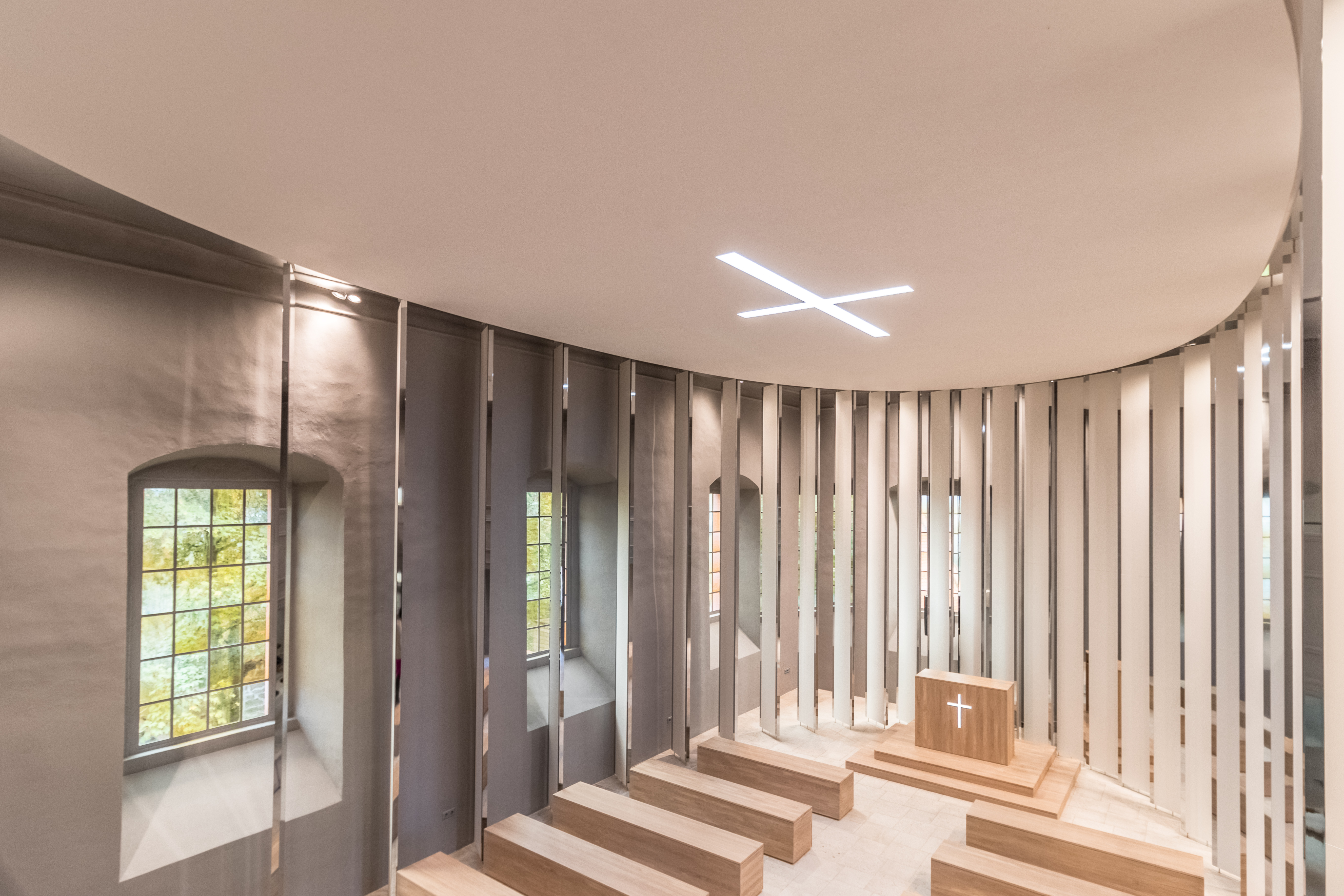
Blick von der Empore (2016)
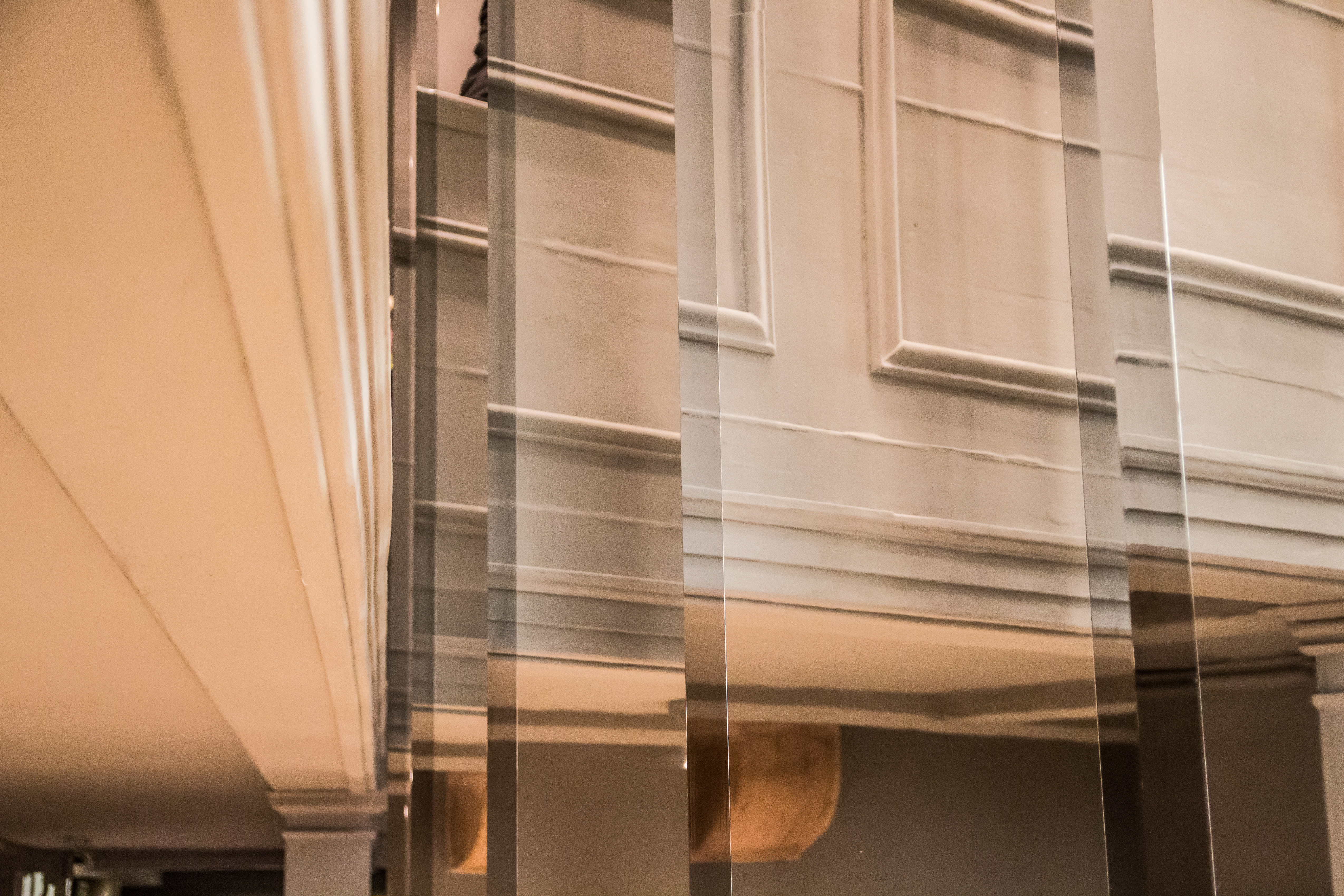
Detail der Kapelle der Leuchtenburg (2016)